# SN 1997bt
SN 1997bt – supernowa typu II odkryta 31 marca 1997 roku w galaktyce A110615-1136. W momencie odkrycia miała maksymalną jasność 19,50m.